# Leusden
Leusden – gmina w Holandii, w prowincji Utrecht.

## Miejscowości
Achterveld, Leusden, Leusden-Zuid, Stoutenburg.